# Matthew Followill
Cameron Matthew Followill (Oklahoma City, 10 de setembro de 1984) é um músico estadunidense que junto com seus primos, Caleb, Jared e Nathan, formam a banda Kings of Leon. Na banda Matt é o guitarrista principal.
Matthew largou a escola para se juntar à banda.

## Vida pessoal
Followill nasceu em Oklahoma City, no Oklahoma e foi criado em educação semi-protegida, assim como seus primos. Matthew Followill começou a tocar guitarra com apenas 12 anos, com aulas e trabalho duro. Ele abandonou a escola no 11-º ano para perseguir a música, depois de seus primos, pediu-lhe para se juntar a sua banda. Followill atualmente vive em Nashville, Tennessee com sua esposa Johanna Bennett. O casal tem dois filhos, Knox Cameron Patrick Followill, nascido em 22 de abril de 2011 e Adrian Ellory Followill, nascido a 16 Março de 2013.

## Equipamento
Instrumentos
- Gibson Les Paul
- Epiphone Sheraton
- Epiphone Dot
- Gibson ES-137
- Gibson SG
- Piano

Sonorização
- Ampeg Reverberocket R- 212R
- Pedais, controlado por um Voodoo Lab Ground Control Pro: Boss RV -5 Reverb, Verbzilla Line 6, Digitech Digiverb , DL4 Line 6, Digitech Whammy , MXR Micro Amp, Dunlop Crybaby Mister, Boss Blues Overdrive pedal, Boss TU -2 tuner E Route 66 Overdrive